# Турач рудокрилий
Тура́ч рудокрилий (Scleroptila levaillantii) — вид куроподібних птахів родини фазанових (Phasianidae). Мешкає в Африці на південь від Сахари. Вид названий на честь французького натураліста Франсуа Левальяна.

## Опис

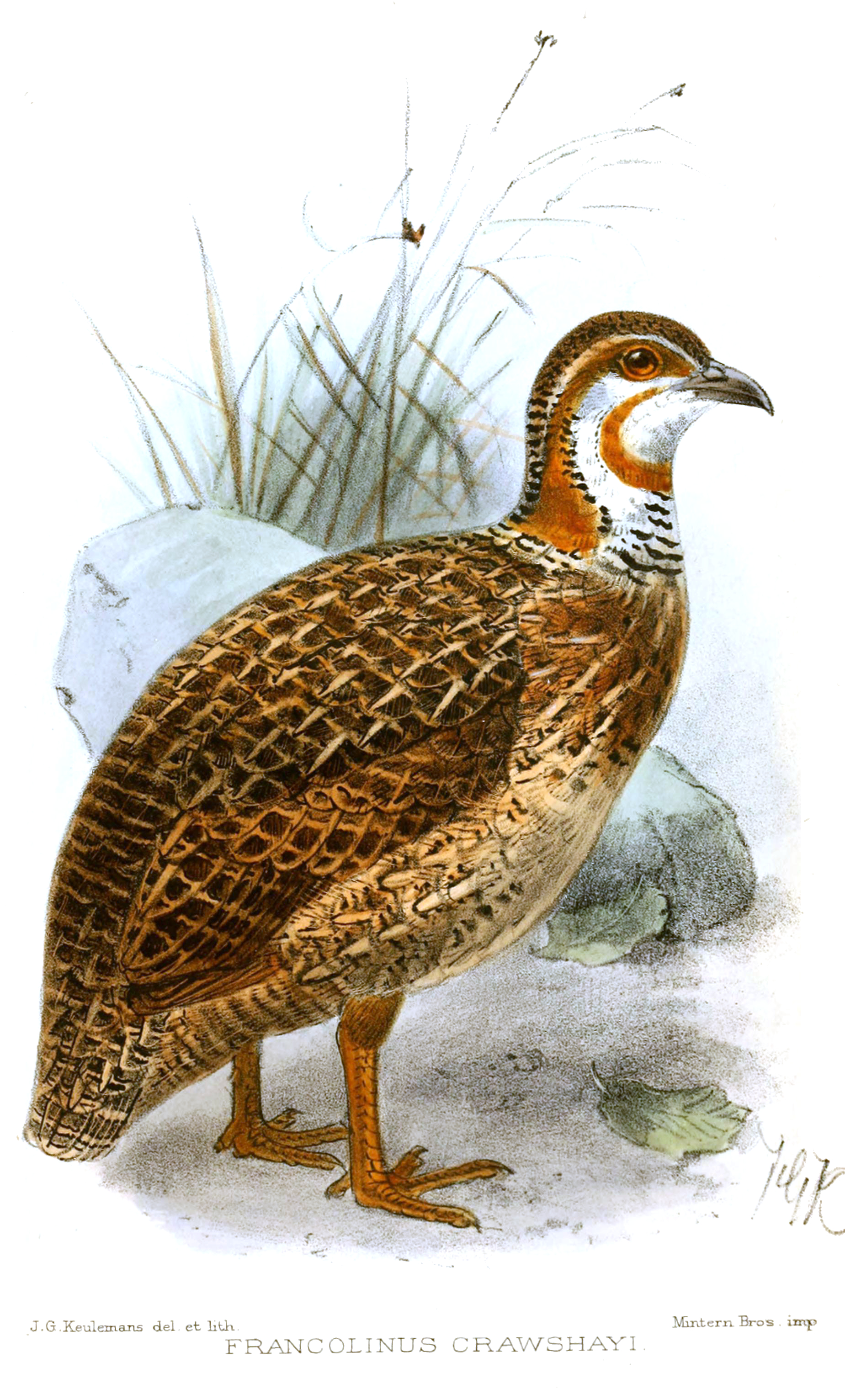
Рудокрилий турач

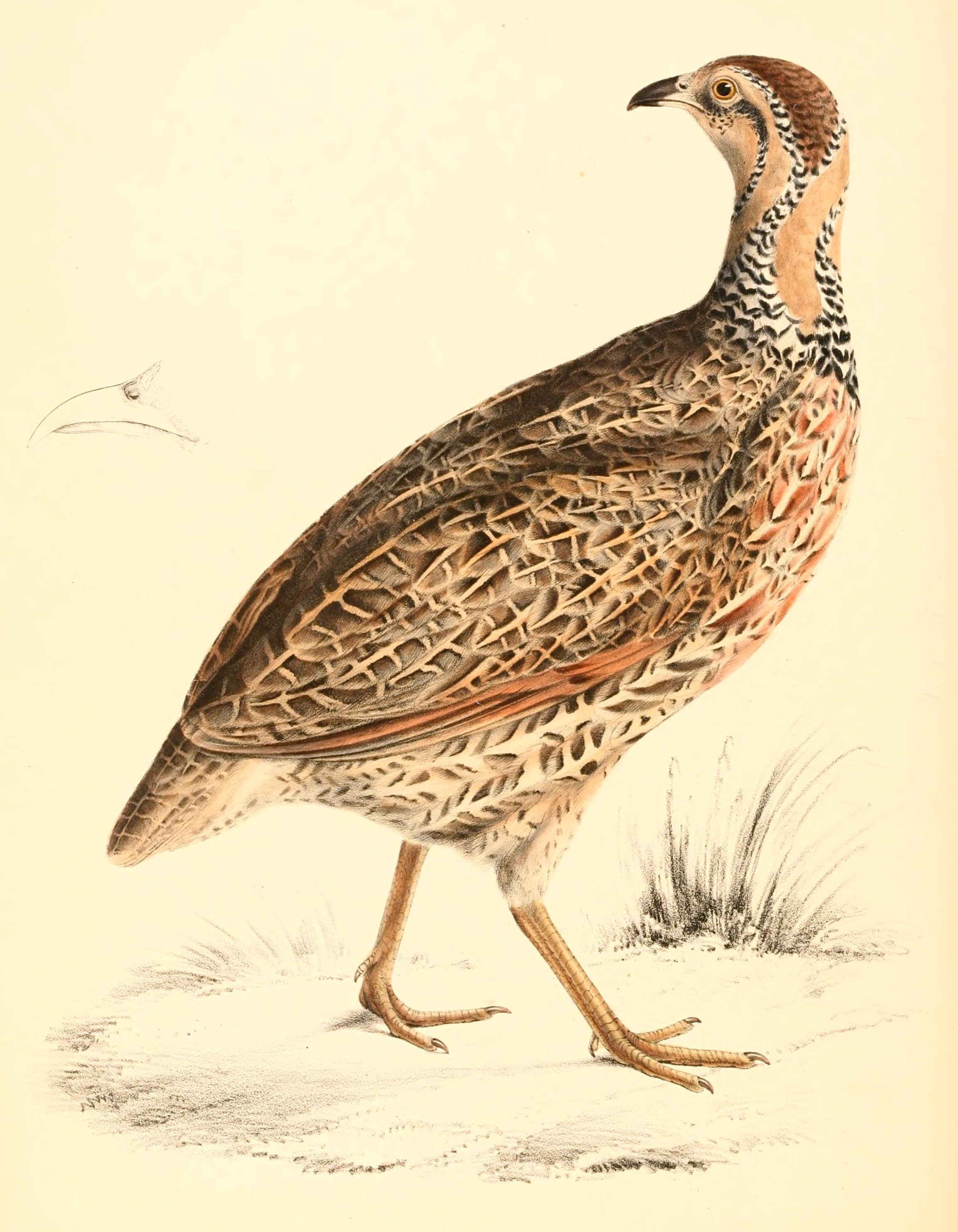
Самиця рудокрилого турача (малюнок 1838 року)

Довжина птаха становить 33-38 см. Самці важать 396-567 г, самиці 354-454 г. Забарвлення переважно коричневе. Груди, шия і голова рудувато-коричневі, живіт і боки світло-коричневі. Спина і крила темно-коричневі, поцятковані безліччю тонких, довгих, світлих, темно-коричневих і чорних смужок. Живіт і груди поцятковані безліччю тонких рудувато-коричневих і чорних смужкок. На шиї широка руда смуга, поцяткована чорними і білими плямками. Навколо очей широка руда смуга, яка іде до потилиці. За очима довга, тонка сіра смуга. Горло біле, лоб чорний, обрамлений тонкою білою смужком. Дзьоб чорний, очі карі, лапи міцні, коричнювато-жовті з 4 міцними пазурями. Забарвлення самців і самиць не відрізняється, однак у самців є шпори, відсутні у самиць.

## Підвиди
Виділяють три підвиди:
- S. l. kikuyuensis (Ogilvie-Grant, 1897) — від сходу ДР Конго до заходу центральної Кенії, на південь до Анголи і Замбії;
- S. l. crawshayi (Ogilvie-Grant, 1896) — північне Малаві;
- S. l. levaillantii (Valenciennes, 1825) — Зімбабве і схід ПАР.

## Поширення і екологія
Ареал рудокрилих турачів фрагментований. Рудокрилі турачі мешкають в Демократичній Республіці Конго, Уганді, Руанді, Бурунді, Кенії, Танзанії, Малаві, Замбії, Анголі, Зімбабве, Есватіні, Лесото і Південно-Африканській Республіці. Вони живуть на вологих гірських луках, а також в плавнях на берегах річок. Зустрічаються переважно на висоті від 1800 до 3000 м над рівнем моря, однак в ПАР рудокрилі турачі трапляються у фінбоші майже на рівні моря.

## Поведінка
Рудокрилі турачі зустрічаються зграйками до 10 птахів. Живляться цибулинами і бульбами рослин, зокрема Hypoxis, Rhodohypoxis, Moraea, Hesperantha і Gladiolus, влітку доповнюють свій раціон комахами. 
Рудокрилі турачі є моногамними. Гніздо являє собою невелику заглибину, викопану в землі і встелену травою і корінцями, воно зазвичай розташовується недалево від води. В кладці від 2 до 12, зазвичай 5 яєць. Яйця мають оливково-буре або жовтувато-буре забарвлення, поцятковані темно-сірими або коричневими плямками. Насиджує лише самиця, інкубаційний період триває від 22 до 26 днів. За курчатами доглядають і самиці, і самці. Вони стають самостійними у віці 1 тижня. Початок сезону розмноження різниться в залежності від регіону.